# Truls Kåhre
Truls Kåhre, född 1600 i Ryssby socken, Kalmar län, död 16 juli 1672 i Stockholm, var en svensk rådman och riksdagsman.
Truls Kåhre var son till bonden Håkan Börjesson. Vid 14 års ålder började han i Kalmar skola men tvingades sluta skolan sedan fadern avlidit och han måste försörja familjen. Han försörjde sig som skräddare men sedan modern gift om sig kunde han återvända till studierna vid trivialskolan i Stockholm där han försörjde sig genom att sjunga visor. 1626 blev Truls Kåhre student vid Uppsala universitet och 1636 informator för två av Mattias Soop. 
Omkring 1630 fick han genom stipendier möjlighet att genomföra en studieresa till Preussen och 1641–1645 genomförde han en ovanlig studieresa via Danmark och Holland till Lissabon och därifrån vidare över Medelhavet till Genua och sedan vidare över Korsika, Sardinien, Sicilien till Syrien, varifrån han vandrade ända fram till Eufrat. 1643 besökte han Jerusalem och begav sig därefter till Gaza varifrån han reste till Egypten. Från Egypten seglade han till Egeiska havet och besökte flera platser i Turkiet och Makedonien. Efter att ha besökt Konstantinopel reste han över Aten och Rom hemåt. På hemvägen sökte han Paris och England innan han hamnade i Osnabrück där fredsförhandlingarna i trettioåriga kriget pågick. Av Johan Oxenstierna erhöll han respengar och i Holland träffade han den franske diplomaten Pierre Hector Chanut som var på väg till sin post som fransk ambassadör i Sverige och Kåhre anställdes som tolk. Julafton 1645 återkom han till Sverige.
Kåhres återkomst väckte mycken uppmärksamhet och han fick företräde för drottning Kristina för att berätta om sin resa. 1647 utnämndes han till rådman i Stockholm och blev 1647 preses vid Stockholms norra förstads kämnärsrätt. 1648 blev han ledamot av justitiekollegiet, 1655 preses i Stockholms södra förstads kämnärsrätt, 1659 preses vid Stockholms kämnärsrätt och 1661 ledamot av byggnings- och ämbetskollegiet. Kåhre valdes 1664 till riksdagsman för Stockholms stad.